# Karl-Theodor Sturm

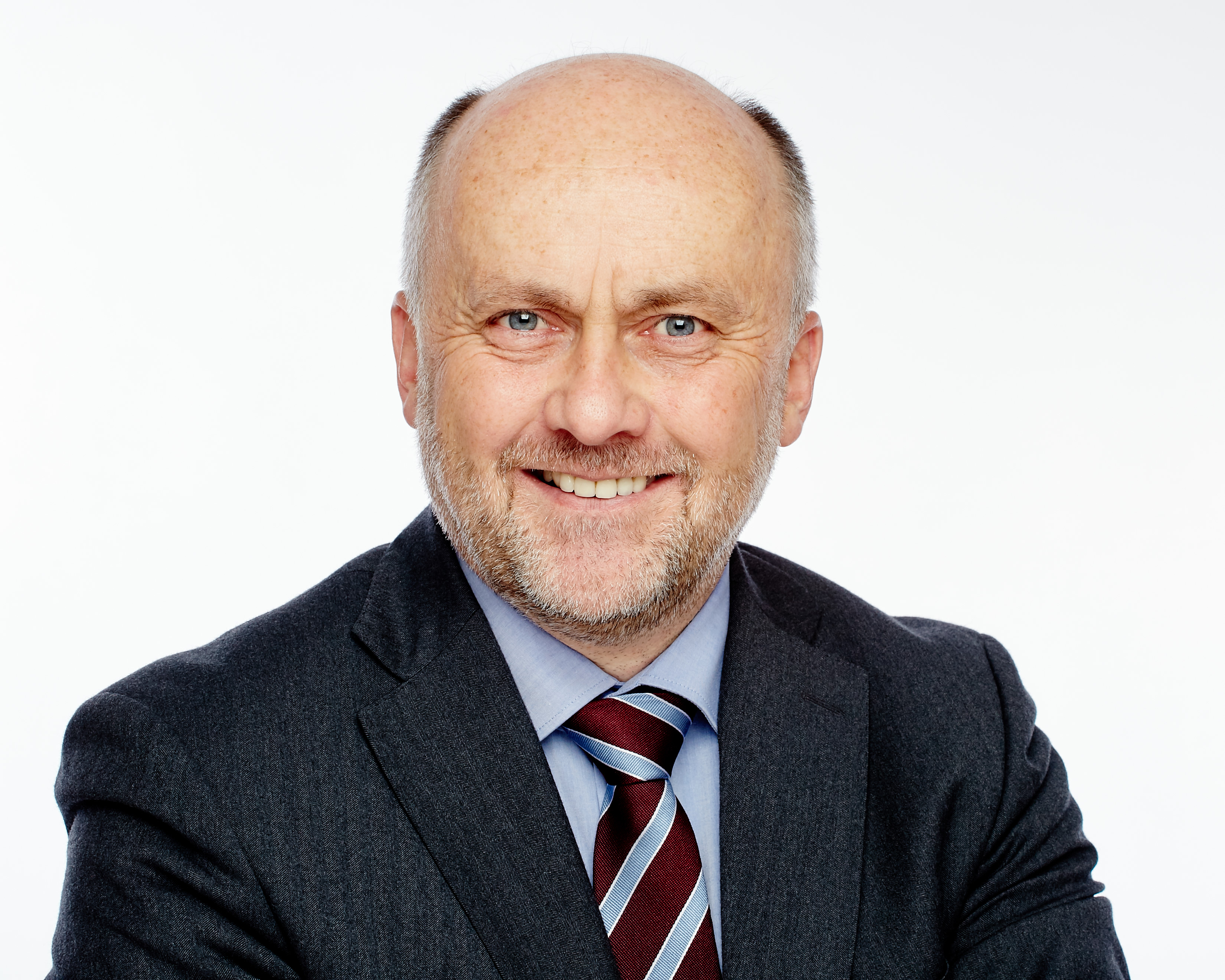
Karl-Theodor Sturm, 2016

Karl-Theodor „Theo“ Sturm (* 7. November 1960) ist ein deutscher Mathematiker.

## Leben
Nach dem Abitur am Platen-Gymnasium Ansbach begann Sturm 1980 das Studium der Mathematik und Physik an der Universität Erlangen-Nürnberg und schloss dies 1986 mit dem Diplom in Mathematik und dem 1. Staatsexamen in Mathematik und Physik ab. 1989 folgte die Promotion (über „Störung von Hunt-Prozessen durch signierte additive Funktionale“) bei Heinz Bauer und 1993 die Habilitation. Gastaufenthalte und verschiedene Anstellungen führten ihn an die Stanford University, die Universität Zürich, die Universität Bonn und das MPI Leipzig. 1994 erhielt er ein Heisenberg-Stipendium der DFG. Seit 1997 forscht und lehrt er als Universitätsprofessor für Mathematik an der Rheinischen Friedrich-Wilhelms-Universität Bonn.
Er war von 2002 bis 2012 stellvertretender Sprecher und Vorstandsmitglied des Sonderforschungsbereichs (SFB) 611 „Singuläre Phänomene in mathematischen Modellen“ und ist seit 2013 Vorstandsmitglied des SFB 1060 „The Mathematics of Emergent Effects“. Von 2007 bis 2010 war er Geschäftsführender Direktor des Instituts für Angewandte Mathematik. Seit 2012 leitet er als Koordinator das Exzellenzcluster „Hausdorff Center for Mathematics“.
Seine Forschungsschwerpunkte sind Stochastische und Geometrische Analysis. Besondere Aufmerksamkeit erlangten seine Arbeiten zu „Analysis on local Dirichlet spaces“, 1993–1995, in denen er geometrische Konzepte zur Untersuchung stochastischer Prozesse einführte und Methoden der elliptischen Regularitätstheorie für singuläre Operatoren auf abstrakten Räumen zugänglich machte, sowie seine bahnbrechenden Arbeiten zu synthetischen Schranken für die Ricci-Krümmung von metrischen Maßräumen. Letztere entstanden im wissenschaftlichen Wettstreit mit John Lott und Cédric Villani, was auch in den Laudationen für Villanis Fields-Medaille anerkennende Erwähnung fand.
2016 wurde ihm ein ERC Advanced Grant zuerkannt zu einem Forschungsprojekt über „Metric measure spaces and Ricci curvature – analytic, geometric, and probabilistic challenges“. 2021 war er Plenary Speaker auf dem 8. Europäischen Mathematikerkongress in Portoroz ("Metric measure spaces and synthetic Ricci bounds"). 2022 wurde Sturm zum Mitglied der Academia Europaea gewählt, 2025 soll er eine Gauß-Vorlesung halten.

## Publikationen (Auswahl)
- K.-T. Sturm: Super-Ricci flows for metric measure spaces. 2016, arxiv:1603.02193.
- M. Erbar, K. Kuwada, K.-T. Sturm: On the equivalence of the Entropic curvature-dimension condition and Bochner’s inequality on metric measure spaces. 2013, arxiv:1303.4382.
- K.-T. Sturm: The space of spaces: curvature bounds and gradient flows on the space of metric measure spaces. 2012, arxiv:1208.0434.
- M. Huesmann, K.-T. Sturm: Optimal transport from Lebesgue to Poisson. In: The Annals of Probability. Band 41, Nr. 4, 2013, S. 2426–2478. arxiv:1012.3845
- S.-I. Ohta, K.-T. Sturm: Non-contraction of heat flow on Minkowski spaces. In: Archive for Rational Mechanics and Analysis. Band 204, Nr. 3, 2012, S. 917–944. doi:10.1007/s00205-012-0493-8
- M.-K. Von Renesse, K.-T. Sturm: Entropic measure and Wasserstein diffusion. In: The Annals of Probability. Band 37, Nr. 3, 2009, S. 1114–1191. JSTOR:30244313
- K.-T. Sturm: On the geometry of metric measure spaces II. In: Acta Mathematica. Band 196, Nr. 1, 2006, S. 133–177. doi:10.1007/s11511-006-0003-7
- K.-T. Sturm: On the geometry of metric measure spaces. In: Acta Mathematica. Band 196, Nr. 1, 2006, S. 65–131. doi:10.1007/s11511-006-0002-8
- M.-K. Von Renesse, K.-T. Sturm: Transport inequalities, gradient estimates, entropy and Ricci curvature. In: Communications on Pure and Applied Mathematics. Band 58, Nr. 7, 2005, S. 923–940. doi:10.1002/cpa.20060
- K.-T. Sturm: Analysis on local Dirichlet spaces – III. In: Journal de Mathématiques Pures et Appliquées. Band 75, 1996, S. 273–297.
- K.-T. Sturm: Analysis on local Dirichlet spaces – II. In: Osaka Journal of Mathematics. Band 32, 1995, S. 275–312.
- K.-T. Sturm: Analysis on local Dirichlet spaces – I. In: Journal für die reine und angewandte Mathematik. Band 456, 1994, S. 173–196.